# Big Bad Wolf (Film)
Big Bad Wolf ist ein US-amerikanischer Horrorfilm mit komödiantischen Einlagen von Lance W. Dreesen aus dem Jahr 2006. Der Film wird in Deutschland auch unter dem Titel Night of the Werewolf – Er wird dich zerfleischen! vertrieben.

## Handlung
Bei einer Jagdtour treffen die beiden Brüder Charlie und Scott Cowley auf ein riesiges Monster, das Scott tötet. Sieben Jahre später macht sich Scotts Sohn Derek auf, um mit dem nachgemachten Schlüssel seines Stiefvaters Mitchell Toblat dessen alte, verlassene Jagdhütte aufzusuchen. Damit will er einige Jugendliche beeindrucken, um in deren Studentenverbindung zu kommen. Als Verstärkung nimmt er seine Jugendfreundin Sam mit. Die Warnungen eines Einsiedlers ignorierend, kommen sie oben in der Hütte an und beginnen mit Alkoholkonsum und Sex. Unvermittelt taucht ein Werwolf auf, der die Gruppe bis auf Sam und Derek dezimiert und die Mädchen vergewaltigt. Sam und Derek gelingt die Flucht.
In der Stadt angekommen, deutet alles darauf hin, dass Dereks Stiefvater etwas mit den Morden zu tun hat. Der verschollene Onkel von Derek taucht auf und erhärtet den Verdacht, indem er von dem Jagdunglück berichtet, bei dem Mitchell ebenfalls anwesend war. Mit Hilfe einer DNA-Analyse wollen sie ihn überführen. Als sie versuchen, die Haare des Mannes einzusammeln, wird Sam ertappt. Ihr gelingt es allerdings, durch Oralverkehr an die Spermien von Mitchell zu gelangen und sie bringt diese zu Scott. Dies führt zu Spannungen in der Beziehung zwischen Sam und Derek, der schon lange in sie verliebt ist.
Es gelingt Mitchell den Kurier des Testergebnisses abzufangen, er wird jedoch von Scott verfolgt. Nachdem dieser die Testergebnisse mit seinem Personal Digital Assistant fotografiert und seinem Neffen per E-Mail zugesandt hat, wird er von Mitchell zerfleischt. Mitchell mutiert nämlich nicht nur bei Vollmond zu einem Werwolf, sondern auch wenn er erregt oder unter Stress steht. Derek, der nun Gewissheit über Mitchell hat, hilft seiner Mutter zu fliehen und will Sam abholen. Mitchell ist allerdings schneller und entführt Sam. An der Hütte, wo sich bereits ein studentisches Kamerateam befindet, kommt es zum Showdown. Alle Mitglieder des Kamerateams verlieren ihr Leben. Derek und Sam gelingt es jedoch den Werwolf mit zu Pfeilen verarbeiteten Silbermessern zur Strecke zu bringen, doch kurz bevor Derek ihm eines der Messer ins Herz rammen kann, wird er gebissen. Mit Samanthas Motorrad fahren sie zurück in die Stadt.
Nach dem Abspann sieht man Mitchells zuckende Hand.

## Hintergrund
„Big Bad Wolf“ ist nach Der Makler die zweite Regiearbeit von Lance W. Dreesen. Mit Clint Howard als Einsiedler und David Naughton als Polizisten konnte er zwei namhafte B-Film-Darsteller für Nebenrollen gewinnen. Die Effekte sind überaus blutig, dennoch erhielt der Film eine FSK 16-Einstufung.
Der Film wurde in Deutschland über I-On New Media veröffentlicht und lag der PC-Action-Ausgabe 11/2008 bei.

## Kritiken
„BIG BAD WOLF ist ein Werwolfstreifen, der richtig Spaß macht. Die Teenager geben zwar auch viel Zotiges von sich, aber im Gegensatz zum Geblubber derer vom Freitag dem 13. ist das nicht hohl, sondern richtig witzig. Unser von Kimberly Brown und Trevor Duke verkörpertes Heldenpärchen ist absolut sympathisch und Richard Tyson als böser Stiefvater interpretiert seine Arschlochrolle absolut fehlerfrei.“

„Das Big Bad Wolf ab 16 ist, ist schwer zu glauben. Die deftigen Splattereinlagen werden zwar durch Humor und Ironie entschärft, doch teilweise wird da schon starker Tobak geboten. Ganz abgesehen davon, ist Big Bad Wolf äußerst stilsicher gefilmt, kommt erfreulich schnell zur Sache und hat einen frischen Cast zu bieten. Krasse Wendungen wie zum Beispiel eine Vergewaltigung durch den Werwolf oder die eher ungewöhnliche Beschaffung der DNS des Stiefvaters, machen Big Bad Wolf zu einem erfreulich abwechslungsreichen Funsplatter für die Zielgruppe.“

## Auszeichnungen
Der Film gewann auf dem Independentfilmfestival WorldFest in Houston (Texas) einen Silver Award.